# Rimavská Sobota
Rimavská Sobota es la capital del distrito de Rimavská Sobota en la región de Banská Bystrica, Eslovaquia, con una población estimada a final del año 2024 de 21 175 habitantes.
Se encuentra ubicado al este de la región, en la cuenca hidrográfica del río Sajó —un afluente derecho del río Tisza— y cerca de la frontera con la región de Košice y con Hungría.

## Demografía
| Año        | 1994   | 2004    | 2014    | 2024     |
| ---------- | ------ | ------- | ------- | -------- |
| Población  | 25 341 | 24 520  | 24 268  | 21 175   |
| Diferencia |        | −3,23 % | −1,02 % | −12,74 % |

| Año        | 2023   | 2024    |
| ---------- | ------ | ------- |
| Población  | 21 341 | 21 175  |
| Diferencia |        | −0,77 % |